# Parafia Zesłania Ducha Świętego w Sosnowcu
Parafia Zesłania Ducha Świętego w Sosnowcu – rzymskokatolicka parafia, położona w dekanacie sosnowieckim - św. Jadwigi Śląskiej, diecezji sosnowieckiej, metropolii częstochowskiej w Polsce, erygowana w 1989 roku.